# Сен-Лу-Терье
Сен-Лу-Терье́ (фр. Saint-Loup-Terrier) — коммуна во Франции, находится в регионе Шампань — Арденны. Департамент — Арденны. Входит в состав кантона Туртерон. Округ коммуны — Вузье.
Код INSEE коммуны — 08387.
Коммуна расположена приблизительно в 185 км к северо-востоку от Парижа, в 75 км севернее Шалон-ан-Шампани, в 23 км к югу от Шарлевиль-Мезьера.

## Население
Население коммуны на 2008 год составляло 162 человека.
| 1962 | 1968 | 1975 | 1982 | 1990 | 1999 | 2008 |
| ---- | ---- | ---- | ---- | ---- | ---- | ---- |
| 188  | 203  | 166  | 156  | 167  | 154  | 162  |

## Администрация
| Период | Период | Фамилия        | Партия | Должность |
| ------ | ------ | -------------- | ------ | --------- |
| 2001   | 2008   | Жан-Клод Пулен |        |           |
| 2008   |        | Кристиан Белуа |        |           |

## Экономика
В 2007 году среди 106 человек в трудоспособном возрасте (15—64 лет) 80 были экономически активными, 26 — неактивными (показатель активности — 75,5 %, в 1999 году было 74,2 %). Из 80 активных работали 76 человек (42 мужчины и 34 женщины), безработных было 4 (3 мужчин и 1 женщина). Среди 26 неактивных 7 человек были учениками или студентами, 13 — пенсионерами, 6 были неактивными по другим причинам.

## Достопримечательности
- Церковь Сен-Лу[фр.] (XII век). Памятник истории с 1984 года[3]

## Фотогалерея
- Въезд в Сен-Лу-Терье
- Церковь Сен-Лу
- Мэрия
- Памятник погибшим в Первой мировой войне